# Угочукву Іву
Угочукву Крістус Іву (вірм. Ուգոչուկվու Քրիստուս Իվու, нар. 28 листопада 1999, Джос, Нігерія) — вірменський футболіст нігерійського походження, опорний півзахисник клубу «Урарту» та національної збірної Вірменії.

## Ігрова кар'єра

### Клубна
Займатися футболом Угочукву Іву почав на батьківщині - в Нігерії. У 2018 році він перебрався до Вірменії, де приєднався до клубу «Лорі». Вже в першому ж сезоні разом з командою Іву виграв турнір Першої ліги і наступний сезон розпочав у Прем'єр-лізі.
Сезон 2019/20 футболіст провів в оренді в столичному ««Пюніку»», а в серпні 2020 року підписав повноцінний контракт з клубом «Урарту», з яким виграв чемпіонат та Кубок Вірменії.

### Збірна
На початку 2023 року Угочукву Іву отримав паспорт громадянина Вірменії та прийняв запрошення від вірменської федерації футболу. 25 березня 2023 року у матчі відбору до Євро-2024 проти команди Туреччини Іву дебютував у складі національної збірної Вірменії.

## Титули
Урарту
 Чемпіон Вірменії: 2022/23
 Переможець Кубка Вірменії: 2022/23